# Liste der Monuments historiques in Xermaménil
Die Liste der Monuments historiques in Xermaménil führt die Monuments historiques in der französischen Gemeinde Xermaménil auf.

## Liste der Objekte
| Bezeichnung         | Beschreibung                                 | Standort                       | Kennzeichnung | Schutzstatus | Datum | Bild |
| ------------------- | -------------------------------------------- | ------------------------------ | ------------- | ------------ | ----- | ---- |
| Sechs Altarleuchter | Kupfer, vergoldet, Ende des 17. Jahrhunderts | in der Kirche St-Mansuy (Lage) | PM54001002    | Classé       | 1979  |      |